# Agustín Téllez Cruces
Agustín Téllez Cruces (Guanajuato, Guanajuato; 15 de noviembre de 1918-Guanajuato, 11 de enero de 2024) fue un abogado y político mexicano que se desempeñó como ministro de la Suprema Corte de Justicia de la Nación (1974-1982), presidente de la Suprema Corte de Justicia de la Nación (1977-1982), senador por Guanajuato (1982-1984) y gobernador de Guanajuato (1984-1985).

## Biografía
Nacido en la ciudad de Guanajuato, debido a los traslados de su padre Agustín Téllez López —quien también fue ministro de la Suprema Corte de Justicia de la Nación— llevó a a cabo su educación en diversas partes: la primaria en la ciudad de San Luis Potosí, la secundaria en Guanajuato y la preparatoria en el Instituto Científico y Literario del estado de Hidalgo. 
Tras ello, se trasladó a la Ciudad de México, donde ingresó en la entonces Escuela Nacional de Jurisprudencia de la Universidad Nacional Autónoma de México (UNAM) y de donde egresó como licenciado en Derecho. Inició su carrera judicial desempeñándose como actuario y secretario de juzgados en los estados de Hidalgo y Puebla, en 1947 fue nombrado abogado en la Suprema Corte de Justicia y fue luego jefe de compilación de leyes, secretario auxiliar y secretario de Estudio y Cuenta del ministro Agustín Mercado Alarcón. En 1951 fue nombrado Juez de Distrito en el estado de Chiapas, solicitó licencia al cargo por la enfermedad de uno de sus hijos y como le fue negada, renunció al cargo. Se trasladó a la Ciudad de México e ingresó a trabajar en el Banco Nacional de Comercio Exterior.
Pronto retornó al Poder Judicial, siendo llamado a ser nuevamente secretario de Estudio y Cuenta de un ministro y luego fue nombrado juez de Distrito en el estado de Sonora, con sede en la ciudad de Heroica Nogales. En 1964 fue trasladado como titular del Juzgado Segundo de Distrito en materia penal del Distrito Federal, de ese cargo fue ascendido a magistrado del Tribunal Colegido de Circuito en Puebla y luego retornó a la Ciudad de México como magistrado del Primer Tribunal Colegiado del Primer Circuito. En 1965 el entonces jefe del departamento del Distrito Federal (DDF), Ernesto P. Uruchurtu, lo nombró director jurídico del DDF, permaneciendo en el cargo bajo bajo los sucesivos regentes, Alfonso Corona del Rosal y Alfonso Martínez Domínguez, hasta 1971 en que el nuevo titular, Octavio Sentíes Gómez, lo nombró director general Jurídico y de Gobierno del mismo DDF.
Permaneció en dicho cargo hasta que el 27 de febrero de 1974 el presidente Luis Echeverría Álvarez lo designa como ministro supernumerario interino del Suprema Corte de Justicia de la Nación para cubrir la licencia del ministro Luis Felipe Canudas Orezza. Por designación del mismo presidente Echeverría y provación del Senado de la República, fue ministro supernumerario el 19 de marzo de 1975 y ministro numerario el 6 de octubre del mismo año.
El 3 de enero de 1977 fue elegido presidente de la Suprema Corte de Justicia y fue sucesivamente reelecto en el cargo hasta la última ocasión el 4 de enero de 1982, retirándose voluntariamente del cargo de presidente y ministro mediante jubilación el 31 de marzo de 1982.
Ese mismo año, fue postulado candidato del PRI y elegido Senador de la República por Guanajuato en primera fórmula para el periodo de 1982 a 1988, que corresponden a las Legislaturas LII y LIII. dejó el cargo mediante licencia el 26 de junio de 1984, pues el mismo día el Congreso del Estado de Guanajuato lo nombró gobernador sustituto del estado, en sustitución del constitucional Enrique Velasco Ibarra, que solicitó licencia al cargo. Ejerció como gobernador de Guanajuato desde ese día hasta el fin del periodo constitucional el 25 de septiembre de 1985. El 30 de septiembre siguiente se reincorporó al Senado, y ejerció hasta el fin de la legislatura el 31 de agosto de 1988. En el Senado fue miembro de las comisiones de Relaciones Exteriores; de Asentamientos Humanos y Ecología; de Justicia; de Reglamentos y Estudios Legislativos; y, de Informática.
Al terminar su cargo como senador, fue a partir de 1988 consejero legal de la Procuraduría General de la República (PGR), hasta que el 12 de febrero de 1990 el presidente Carlos Salinas de Gortari lo nombró para el inédito cargo de representante personal del presidente de México ante el papa Juan Pablo II, en un momento en que México y la Santa Sede no tenían relaciones diplomáticas y la Constitución no renocía ninguna personalidad a la Iglesia Católica. Ocupó el cargo hasta septiembre de 1992 en que fue sustituido por Enrique Olivares Santana, formalmente primer embajador de México ante la Santa Sede.
Tras este último cargo, se retiró de la política activa. Falleció el día 11 de enero de 2024 a los 105 años edad.